# Карпенетти, Франческо
Франческо Карпенетти (итал. Francesco Carpenetti; род. 4 октября 1942, Осор) — итальянский футболист, защитник.

## Карьера

### Клубная карьера
Во взрослом футболе дебютировал в 1962 году в клубе «Триестина», в команду которого был включён из молодёжного состава, но на поле ни разу не выходил.
В 1963 году перешёл в «Рому», где играл на протяжении следующих шести сезонов. Вместе с командой дважды становился обладателем Кубка Италии в сезонах 1963/64 и 1968/69, сыграв в финалах обоих турниров. В 1969 году присоединился к другому итальянскому клубу «Фиорентина». Его первый выход на поле состоялся 7 декабря того же года в матче Серии A против «Интернационале». Кроме того, Карпенетти был в составе команды в нескольких матчах Лиги чемпионов УЕФА.
В 1971 году перешёл в клуб «Гроссето», с которым в сезоне 1972/73 смог выйти в итальянскую Серию C. Завершил карьеру футболиста в 1976 году.

### Тренерская карьера
В 1979 и 1987 годах Карпенетти возглавлял тренерский штаб своего последнего клуба «Гроссето».

## Достижения
«Рома»
- Обладатель Кубка Италии: 1963/64, 1968/69